# Kang Lau Shek
Kang Lau Shek (kinesiska: 更樓石, 更楼石) är en udde i Hongkong (Kina). Den ligger i den nordöstra delen av Hongkong.
Terrängen inåt land är kuperad åt nordost, men åt sydväst är den platt. Havet är nära Kang Lau Shek åt sydväst. Runt Kang Lau Shek är det mycket tätbefolkat, med 4 343 invånare per kvadratkilometer. Det finns inga samhällen i närheten. 